# Sa'id Rustayi
Sa'id Rustayi (in persiano سعید روستایی‎, Saʾid Rustāyi; Teheran, 14 agosto 1989) è un regista e sceneggiatore iraniano.

## Biografia
Nato in una famiglia modesta, si è laureato in cinema all'università "Sure" di Teheran, dirigendo il suo primo lungometraggio all'età di 25 anni.
Il successivo Metri šiš o nim (2019), un poliziesco sul traffico di droga, è diventato uno dei maggiori incassi di sempre in Iran al di fuori del genere comico. È stato anche il suo primo film a suscitare interesse a livello internazionale, venendo presentato alla Mostra del cinema di Venezia nella sezione Orizzonti e distribuito in Francia, dove è stato candidato al premio César per il miglior film straniero.
Ad esso ha fatto seguire Leila e i suoi fratelli (2022), una saga familiare di stampo sociale ambientata nell'odierna Teheran, con cui ha concorso al Festival di Cannes. Nonostante il film vi abbia ricevuto il premio della critica internazionale, il Ministero della cultura e dell'orientamento islamico ne ha vietato la distribuzione in Iran, sostenendo che fosse stato presentato al festival senza l'autorizzazione del Ministero. In un'intervista al New York Times del maggio 2022, Rustayi ha sostenuto che tale autorizzazione non gli fosse stata concessa a causa del suo rifiuto di tagliare o modificare diverse scene "importanti e drammatiche" del film come richiesto dalla censura, mentre in un'altra del settembre 2022 al Tehran Times, nella quale lamentava l'esclusione del suo film dalla corsa al candidato iraniano agli Oscar, ha invece sostenuto di aver agito in accordo col Ministero.
Il 16 agosto 2023 è stato condannato dal Tribunale Rivoluzionario Islamico, assieme al produttore di Leila e i suoi fratelli Javad Noruzbegi, a sei mesi di reclusione per essersi «schierati coi media dell'opposizione, influenzati della propaganda delle forze controrivoluzionarie» e aver «intensificato la battaglia mediatica contro l'autorità religiosa, spinti dalla brama di fama e denaro»: Rustayi dovrà scontare nove giorni in carcere, mentre il resto della pena sarà sospesa per cinque anni, durante i quali dovrà seguire un corso sul "fare film in linea con gli interessi e la moralità della Nazione" ed astenersi dal frequentare altri membri dell'industria cinematografica.
Il bando è stato poi revocato nel 2024, permettendogli di girare ufficialmente Zan o bačče, con cui ha concorso nuovamente a Cannes.

## Filmografia

### Regista e sceneggiatore

#### Lungometraggi
- Abad o yek ruz (2016)
- Metri šiš o nim (2019)
- Leila e i suoi fratelli (Barādarān-e Leylā) (2022)
- Zan o bačče (2025)

### Produttore
- Leila e i suoi fratelli (Barādarān-e Leylā) (2022)
- Zan o bačče (2025)

## Riconoscimenti
- Festival di Cannes
  - 2022 – Premio FIPRESCI per Leila e i suoi fratelli
  - 2022 – In concorso per la Palma d'oro con Leila e i suoi fratelli
  - 2025 – In concorso per la Palma d'oro con Zan o bačče
- Premio César
  - 2022 – Candidatura per il miglior film straniero per Metri šiš o nim
- Festival di Venezia
  - 2019 – In concorso (Orizzonti) con Metri šiš o nim
- Tokyo International Film Festival
  - 2019 – Miglior regista per Metri šiš o nim